# 2022年喬治亞州聯邦參議員選舉
2022年喬治亞州聯邦參議員選舉於2022年11月8日舉行，以選舉美國聯邦參議院其中一名喬治亞州的聯邦參議員。
由於前任參議員強尼·艾薩克森於2019年底辭職，導致女商人凱利·洛夫勒被喬治亞州州長布萊恩·坎普任命為共和黨籍參議員。洛夫勒後來在2021年特別選舉次輪選舉以49.0%的選票被黑人牧師，也就是時任民主黨參議員拉斐爾·沃諾克以51.0%的選票擊敗並當選，以便完成艾薩克森未滿六年任期的剩餘部分。沃諾克的任期將於2023年1月3日屆滿，後者並且有資格尋求一個完整的任期。
喬治亞州的初選定於5月24日舉行。對於沒有候選人獲得超過50%選票的情況，定於6月21日舉行次輪選舉。

## 背景
時任美國總統特朗普在2016年曾以五個百分點的優勢贏得喬治亞州。如今，該州兩個參議院席位改選，加上大選中16張選舉人票的分量，以及該州人口結構的快速轉變，四年後的它已是名副其實的“搖擺州”，地位堪比民主黨想要翻盤的威斯康星州和密歇根州。
快速人口變化以及移民政策的影響，曾讓美國西南部的加州在上世紀90年代由紅州轉變為藍州，之後一直成為民主黨的票倉。而位於美國東南部的喬治亞州也在經歷這種變化，共和黨享有的選舉優勢也在逐漸消失。

## 民主黨初選

### 初選結果

縣结結果:

縣结結果:

- 80–90%
- 90–100%

| 党派 | 党派   | 候选人               | 得票数  | 百分比 |
| ---- | ------ | -------------------- | ------- | ------ |

縣結果:

縣結果:

|      | 民主党 | 拉斐爾·沃諾克 (時任) | 702,610 | 96.04% |
|      | 民主党 | 塔瑪拉·約翰遜-希利   | 28,984  | 3.96%  |
| 合计 | 合计   | 合计                 | 731,594 | 100.0% |

## 共和黨初選

### 初選結果
- 50–60%
- 60–70%
- 70–80%
- 80–90%
- 90–100%

| 党派 | 党派   | 候选人          | 得票数  | 百分比 |
| ---- | ------ | --------------- | ------- | ------ |
|      | 共和党 | 赫歇爾·沃克     | 803,560 | 68.18% |
|      | 共和党 | 加里·布萊克     | 157,370 | 13.35% |
|      | 共和党 | 萊瑟姆·薩德勒   | 104,471 | 8.86%  |
|      | 共和党 | 喬什·克拉克     | 46,693  | 3.96%  |
|      | 共和党 | 凱文·金         | 37,930  | 3.22%  |
|      | 共和党 | 喬納森·麥克科倫 | 28,601  | 2.43%  |
| 合计 | 合计   | 合计            | 117,625 | 100.0% |

## 大選

### 首輪選舉

#### 選舉結果
儘管現任州長布萊恩·坎普在州長表現連任競選中表現強勁，並且自10月以來在民意調查中一直領先，但沃克最終落後沃諾克一分，被迫進入決選。 票數分配很明顯，沃克的表現比布萊恩·坎普低 20萬票，而沃諾克的表現比艾布拉姆斯高10萬票。

}}
| 党派   | 党派       | 候选人               | 得票数    | 百分比 |        |
| ------ | ---------- | -------------------- | --------- | ------ | ------ |
|        | 民主党     | 拉斐爾·沃諾克 (時任) | 1,946,117 | 49.44% | +1.05% |
|        | 共和党     | 赫歇爾·沃克          | 1,908,442 | 48.49% | −0.88% |
|        | 自由意志黨 | 蔡斯·奧利弗          | 81365     | 2.07%  |        |
| 总票数 | 总票数     | 总票数               | 3935924   | 100.0% |        |

### 次輪選舉
11月9日，美國喬治亞州州務卿辦公室宣布， 佐治亞州民主黨參議員候選人拉斐爾·沃諾克以及共和黨候選人赫歇爾·沃克之間的競選將進入第二輪，選舉將於12月6日進行。
民主黨候選人沃諾克得票率為49.42%；而共和黨候選人沃克得票率為48.52%，均不超過50%。根據該州法律規定，如果得票率不超過50%，需舉行第二輪投票。喬治亞州州務卿辦公室稱，該州僅剩下不到10000張選票需要統計，不足以改變選舉結果。

#### 選舉結果
於12月7日次輪投票中，民主黨喬治亞州參議員候選人拉斐爾·沃諾克擊敗共和黨候選人赫歇爾·沃克，贏得參議院席位，鞏固了民主黨在參議院的微弱多數。沃克的敗選，也被視為是前總統特朗普的挫折；而沃諾克的勝選，是過去2年來，民主黨在喬治亞州參議院選舉的第三次勝利，這主要得利於大量的黑人人口，以及亞特蘭大郊區的人口多樣化，抵消了保守派白人選民過去的主導地位。
| 党派   | 党派               | 候选人               | 得票数    | 百分比 |        |
| ------ | ------------------ | -------------------- | --------- | ------ | ------ |
|        | 民主党             | 拉斐爾·沃諾克 (時任) | 1,820,633 | 51.40% | +0.36% |
|        | 共和黨             | 赫歇爾·沃克          | 1721244   | 48.60% | −0.36% |
| 总票数 | 总票数             | 总票数               | 3935924   | 100.0% |        |
|        | 民主党维持原有席位 |                      |           |        |        |